# Nădar, Bihor
Nădar este un sat în comuna Spinuș din județul Bihor, Crișana, România.